# Niclas Larsen
Niclas Larsen (født 1989 i Albertslund, Danmark), også kendt som The Danish Destroyer og The Dreamchaser, er en dansk professionel kickboxer og thaiboxer, der konkurrerer i letvægt-klassen.
Han har tidligere konkurreret i Glory - verdens største kickboksning-event, hvor han var højt rangeret.
Han har været dansk mester i kickboksning fire år i træk (fra 2010-13), samt europamester og verdensmester under kickboksning-organisationen WKU..
Han har tidligere været tilknyttet Mikenta gym i Albertslund.
Han er verdensmester i thaiboksning under organisationen IMC. Han vandt VM-kampen lørdag den 12. december 2020 i Tyskland mod Carsten Ringler.

## Glory
Han debuterede for organisationen den 28. september 2013 på Glory 10: Los Angeles mod hollandske Andy Ristie, som han tabte til via enstemmig afgørelse.
I sin comeback-kamp den 24. februar, 2017 på Glory 38: Chicago besejrede han den nykårede polske WKN-verdensmester, Łukasz Pławecki, via enstemmig afgørelse.
Den 29. april 2017 besejrede han thailandske Yodkhunpon Sitmonchai til Glory 40: Copenhagen.

## Privatliv
Larsen er gift med Metzy Jovel Ponce og de har sammen 2 sønner. Han arbejder ved siden af sin kamp-karriere som pædagog på en institution, for udsatte unge..